# Partecipanti alle Strade Bianche 2024
Elenco dei partecipanti a Strade Bianche 2024.
La Strade Bianche 2024 è la diciottesima edizione della corsa. Alla competizione presero parte venticinque squadre: le diciotto iscritte all'UCI World Tour 2024 e sette squadre dell'UCI ProSeries.
Ciascuna delle squadre è composta da sette ciclisti, per un totale di 175 accreditati alla partenza.

## Corridori per squadra
Nota: R ritirato, NP non partito, FT fuori tempo, SQ squalificato
| Ineos Grenadiers       | Ineos Grenadiers        | Ineos Grenadiers       | Alpecin-Deceuninck              | Alpecin-Deceuninck              | Alpecin-Deceuninck              | Team Arkéa-Samsic         | Team Arkéa-Samsic         | Team Arkéa-Samsic         |
| ---------------------- | ----------------------- | ---------------------- | ------------------------------- | ------------------------------- | ------------------------------- | ------------------------- | ------------------------- | ------------------------- |
| N°                     | Ciclista                | Clas.                  | N°                              | Ciclista                        | Clas.                           | N°                        | Ciclista                  | Clas.                     |
| 1                      | Thomas Pidcock          | 4°                     | 11                              | Quinten Hermans                 | 69°                             | 21                        | Vincenzo Albanese         | 97°                       |
| 2                      | Thymen Arensman         | R                      | 12                              | Nicola Conci                    | FT                              | 22                        | Anthony Delaplace         | R                         |
| 3                      | Kim Heiduk              | 72°                    | 13                              | Michael Gogl                    | 63°                             | 23                        | Simon Guglielmi           | R                         |
| 4                      | Michał Kwiatkowski      | R                      | 14                              | Juri Hollmann                   | 87°                             | 24                        | Cristián Rodríguez        | R                         |
| 5                      | Salvatore Puccio        | R                      | 15                              | Oscar Riesebeek                 | R                               | 25                        | Kévin Ledanois            | R                         |
| 6                      | Magnus Sheffield        | 18°                    | 16                              | Fabio Van Den Bossche           | R                               | 26                        | Kévin Vauquelin           | 21°                       |
| 7                      | Geraint Thomas          | 71°                    | 17                              | Gianni Vermeersch               | 32°                             | 27                        | Clément Venturini         | 42°                       |
| Astana Qazaqstan Team  | Astana Qazaqstan Team   | Astana Qazaqstan Team  | Bora-Hansgrohe                  | Bora-Hansgrohe                  | Bora-Hansgrohe                  | Cofidis                   | Cofidis                   | Cofidis                   |
| N°                     | Ciclista                | Clas.                  | N°                              | Ciclista                        | Clas.                           | N°                        | Ciclista                  | Clas.                     |
| 31                     | Simone Velasco          | 59°                    | 41                              | Sergio Higuita                  | 34°                             | 51                        | Guillaume Martin          | 67°                       |
| 32                     | Gleb Brusenskij         | R                      | 42                              | Giovanni Aleotti                | R                               | 52                        | Thomas Champion           | 54°                       |
| 33                     | Evgenij Fëdorov         | R                      | 43                              | Cesare Benedetti                | R                               | 53                        | Eddy Finé                 | R                         |
| 34                     | Gianmarco Garofoli      | 33°                    | 44                              | Patrick Gamper                  | R                               | 54                        | Simon Geschke             | 52°                       |
| 35                     | Michele Gazzoli         | R                      | 45                              | Lennard Kämna                   | 20°                             | 55                        | Jonathan Lastra           | 98°                       |
| 36                     | Harold Martín López     | FT                     | 46                              | Jonas Koch                      | R                               | 56                        | Axel Mariault             | R                         |
| 37                     | Ide Schelling           | 76°                    | 47                              | Daniel Martínez                 | 37°                             | 57                        | Axel Zingle               | 85°                       |
| Corratec Vini Fantini  | Corratec Vini Fantini   | Corratec Vini Fantini  | Decathlon AG2R La Mondiale Team | Decathlon AG2R La Mondiale Team | Decathlon AG2R La Mondiale Team | EF Education-EasyPost     | EF Education-EasyPost     | EF Education-EasyPost     |
| N°                     | Ciclista                | Clas.                  | N°                              | Ciclista                        | Clas.                           | N°                        | Ciclista                  | Clas.                     |
| 61                     | Kristian Sbaragli       | 83°                    | 71                              | Benoît Cosnefroy                | 6°                              | 81                        | Alberto Bettiol           | 70°                       |
| 62                     | Davide Baldaccini       | R                      | 72                              | Jaakko Hänninen                 | 88°                             | 82                        | Richard Carapaz           | 24°                       |
| 63                     | Niccolò Bonifazio       | R                      | 73                              | Jordan Labrosse                 | R                               | 83                        | Stefan de Bod             | R                         |
| 64                     | Valerio Conti           | R                      | 74                              | Paul Lapeira                    | 74°                             | 84                        | Ben Healy                 | 12°                       |
| 65                     | Valentin Darbellay      | 84°                    | 75                              | Nans Peters                     | 28°                             | 85                        | Mikkel Frølich Honoré     | 47°                       |
| 66                     | Lorenzo Quartucci       | 51°                    | 76                              | Bastien Tronchon                | 26°                             | 86                        | Neilson Powless           | 86°                       |
| 67                     | Mark Stewart            | R                      | 77                              | Andrea Vendrame                 | 22°                             | 87                        | James Shaw                | 78°                       |
| Groupama-FDJ           | Groupama-FDJ            | Groupama-FDJ           | Intermarché-Wanty               | Intermarché-Wanty               | Intermarché-Wanty               | Israel-Premier Tech       | Israel-Premier Tech       | Israel-Premier Tech       |
| N°                     | Ciclista                | Clas.                  | N°                              | Ciclista                        | Clas.                           | N°                        | Ciclista                  | Clas.                     |
| 91                     | Valentin Madouas        | 15°                    | 101                             | Lorenzo Rota                    | 29°                             | 111                       | Dylan Teuns               | 23°                       |
| 92                     | Lewis Askey             | 104°                   | 102                             | Francesco Busatto               | 14°                             | 112                       | Simon Clarke              | 46°                       |
| 93                     | Lorenzo Germani         | 94°                    | 103                             | Kevin Colleoni                  | R                               | 113                       | Marco Frigo               | R                         |
| 94                     | Romain Grégoire         | 39°                    | 104                             | Tom Paquot                      | R                               | 114                       | Krists Neilands           | 16°                       |
| 95                     | Olivier Le Gac          | 73°                    | 105                             | Simone Petilli                  | 91°                             | 115                       | Nadav Raisberg            | 100°                      |
| 96                     | Fabian Lienhard         | 89°                    | 106                             | Dion Smith                      | 58°                             | 116                       | Riley Sheehan             | 105°                      |
| 97                     | Lenny Martinez          | 8°                     | 107                             | Rein Taaramäe                   | R                               | 117                       | Stephen Williams          | 75°                       |
| Lidl-Trek              | Lidl-Trek               | Lidl-Trek              | Lotto Dstny                     | Lotto Dstny                     | Lotto Dstny                     | Movistar Team             | Movistar Team             | Movistar Team             |
| N°                     | Ciclista                | Clas.                  | N°                              | Ciclista                        | Clas.                           | N°                        | Ciclista                  | Clas.                     |
| 121                    | Andrea Bagioli          | 82°                    | 131                             | Lennert Van Eetvelt             | 11°                             | 141                       | Davide Formolo            | 7°                        |
| 122                    | Fabio Felline           | R                      | 132                             | Johannes Adamietz               | R                               | 142                       | Carlos Canal              | 25°                       |
| 123                    | Jacopo Mosca            | 60°                    | 133                             | Jenno Berckmoes                 | 92°                             | 143                       | Iván García Cortina       | 43°                       |
| 124                    | Quinn Simmons           | R                      | 134                             | Logan Currie                    | 65°                             | 144                       | Nelson Oliveira           | 36°                       |
| 125                    | Toms Skujiņš            | 2°                     | 135                             | Arjen Livyns                    | R                               | 145                       | Vinícius Rangel           | 102°                      |
| 126                    | Edward Theuns           | R                      | 136                             | Sylvain Moniquet                | R                               | 146                       | Sergio Samitier           | 93°                       |
| 127                    | Mathias Vacek           | R                      | 137                             | Maxim Van Gils                  | 3°                              | 147                       | Gonzalo Serrano           | 35°                       |
| Q36.5 Pro Cycling Team | Q36.5 Pro Cycling Team  | Q36.5 Pro Cycling Team | Soudal Quick-Step               | Soudal Quick-Step               | Soudal Quick-Step               | Team DSM-Firmenich PostNL | Team DSM-Firmenich PostNL | Team DSM-Firmenich PostNL |
| N°                     | Ciclista                | Clas.                  | N°                              | Ciclista                        | Clas.                           | N°                        | Ciclista                  | Clas.                     |
| 151                    | Gianluca Brambilla      | R                      | 161                             | Julian Alaphilippe              | R                               | 171                       | Romain Bardet             | 17°                       |
| 152                    | Walter Calzoni          | R                      | 162                             | Kasper Asgreen                  | 40°                             | 172                       | Warren Barguil            | R                         |
| 153                    | Filippo Conca           | 62°                    | 163                             | Josef Černý                     | R                               | 173                       | Bram Welten               | R                         |
| 154                    | David de la Cruz        | R                      | 164                             | Antoine Huby                    | 56°                             | 174                       | Romain Combaud            | R                         |
| 155                    | Mark Donovan            | 45°                    | 165                             | Paul Magnier                    | R                               | 175                       | Chris Hamilton            | 64°                       |
| 156                    | Alessandro Fancellu     | R                      | 166                             | Pieter Serry                    | R                               | 176                       | Frank van den Broek       | 61°                       |
| 157                    | James Whelan            | R                      | 167                             | Mauri Vansevenant               | 41°                             | 177                       | Kevin Vermaerke           | 30°                       |
| Team Jayco AlUla       | Team Jayco AlUla        | Team Jayco AlUla       | Team Polti Kometa               | Team Polti Kometa               | Team Polti Kometa               | Team Visma-Lease a Bike   | Team Visma-Lease a Bike   | Team Visma-Lease a Bike   |
| N°                     | Ciclista                | Clas.                  | N°                              | Ciclista                        | Clas.                           | N°                        | Ciclista                  | Clas.                     |
| 181                    | Lawson Craddock         | R                      | 191                             | Davide De Cassan                | R                               | 201                       | Christophe Laporte        | 10°                       |
| 182                    | Alessandro De Marchi    | 81°                    | 192                             | Erik Fetter                     | R                               | 202                       | Sepp Kuss                 | R                         |
| 183                    | Davide De Pretto        | R                      | 193                             | Germán Darío Gómez              | R                               | 203                       | Bart Lemmen               | 44°                       |
| 184                    | Felix Engelhardt        | R                      | 194                             | Francisco Muñoz Llana           | 79°                             | 204                       | Ben Tulett                | 95°                       |
| 185                    | Christopher Juul Jensen | R                      | 195                             | Andrea Pietrobon                | FT                              | 205                       | Attila Valter             | 19°                       |
| 186                    | Rudy Porter             | 53°                    | 196                             | Álex Martín                     | R                               | 206                       | Tosh Van Der Sande        | R                         |
| 187                    | Filippo Zana            | 9°                     | 197                             | Diego Sevilla                   | R                               | 207                       | Julien Vermote            | R                         |
| Tudor Pro Cycling Team | Tudor Pro Cycling Team  | Tudor Pro Cycling Team | UAE Team Emirates               | UAE Team Emirates               | UAE Team Emirates               | Uno-X Mobility            | Uno-X Mobility            | Uno-X Mobility            |
| N°                     | Ciclista                | Clas.                  | N°                              | Ciclista                        | Clas.                           | N°                        | Ciclista                  | Clas.                     |
| 211                    | Sébastien Reichenbach   | 55°                    | 221                             | Tadej Pogačar                   | 1°                              | 231                       | Magnus Cort Nielsen       | 27°                       |
| 212                    | Nils Brun               | 90°                    | 222                             | Filippo Baroncini               | 48°                             | 232                       | Jonas Abrahamsen          | 57°                       |
| 213                    | Lucas Eriksson          | 66°                    | 223                             | Jan Christen                    | R                               | 233                       | Martin Urianstad          | 77°                       |
| 214                    | Alexander Kamp          | R                      | 224                             | Isaac Del Toro                  | R                               | 234                       | Odd Christian Eiking      | 50°                       |
| 215                    | Roland Thalmann         | R                      | 225                             | Marc Hirschi                    | 68°                             | 235                       | Markus Hoelgaard          | 38°                       |
| 216                    | Hannes Wilksch          | 96°                    | 226                             | Domen Novak                     | R                               | 236                       | Jonas Hvideberg           | FT                        |
| 217                    | Luc Wirtgen             | 31°                    | 227                             | Tim Wellens                     | 13°                             | 237                       | Anders Johannessen        | R                         |
| Bahrain Victorious     |                         |                        |                                 |                                 |                                 |                           |                           |                           |
| N°                     | Ciclista                | Clas.                  |                                 |                                 |                                 |                           |                           |                           |
| 241                    | Matej Mohorič           | 5°                     |                                 |                                 |                                 |                           |                           |                           |
| 242                    | Nicolò Buratti          | R                      |                                 |                                 |                                 |                           |                           |                           |
| 243                    | Matevž Govekar          | 101°                   |                                 |                                 |                                 |                           |                           |                           |
| 244                    | Fran Miholjević         | 99°                    |                                 |                                 |                                 |                           |                           |                           |
| 245                    | Andrea Pasqualon        | 80°                    |                                 |                                 |                                 |                           |                           |                           |
| 246                    | Torstein Træen          | 103°                   |                                 |                                 |                                 |                           |                           |                           |
| 247                    | Edoardo Zambanini       | 49°                    |                                 |                                 |                                 |                           |                           |                           |